# Buyeo
Buyeo (Buyeo-gun) is een district in de provincie Chungcheongnam-do in Zuid-Korea en ligt op ongeveer 3 uur rijden vanaf de hoofdstad Seoel. De hoofdstad van de provincie is Buyeo-eup.
Van 538 tot 660 heeft hier de hoofdstad van het koninkrijk Baekje gelegen, genaamd Sabi. Koning Seong, de 26e koning van Baekje, verlegde zijn hoofdstad vanaf Gongju.
Het district heeft een oppervlakte van 625 km² en had in 2000 95.213 inwoners. Het district is opgedeeld in 1 eup en 15 myeon.
Buyeo heeft een gematigd klimaat met een gemiddelde temperatuur van 12,4 °C (0,4 °C in de winter en 24,6 °C in de zomer). Gemiddeld valt er 1388 mm regen per jaar, hoofdzakelijk in de zomer.
In Buyeo bevindt zich het Buyeo Nationaal Museum, dat veel requisiten uit de geschiedenis van Baekje bevat.